# Gmina Kosakowo
Die Gmina Kosakowo ist eine Landgemeinde im Powiat Pucki in der polnischen Woiwodschaft Pommern. Sie hat eine Fläche von 47,4 km², auf der 16.419 Menschen leben (31. Dezember 2020). Ihr Sitz ist das gleichnamige Dorf (deutsch Kossakau, kaschubisch Kòsôkòwò). 

## Geographische Lage
Die Landgemeinde grenzt im Osten an die Zatoka Pucka (Putziger Wiek), einen Teil der Danziger Bucht und im Süden an die Stadt Gdynia (Gdingen).

## Gemeindepartnerschaft
Die Gmina unterhält seit Mai 2013 eine Gemeindepartnerschaft mit der Verbandsgemeinde Ruwer in Rheinland-Pfalz.

## Gemeindegliederung
Zur Landgemeinde Kosakowo gehören zehn Dörfer mit jeweils einem Schulzenamt.
- Dębogórze
- Dębogórze-Wybudowanie
- Kazimierz (Kasimir)
- Kosakowo (Kossakau)
- Mechelinki (Mechlinken)
- Mosty (Brück)
- Pierwoszyno (Pierwoschin)
- Pogórze (Pogorsch)
- Rewa
- Suchy Dwór

Weitere Ortschaften der Gemeinde sind: Pierwoszyńskie Pustki (Kreftsfelde), Stare Obłuże (Alt Oblusch), Stefanowo (Amalienfelde) und Zaklęty Zamek.

## Persönlichkeiten
- Augustyn Krauze (1882–1957), Bürgermeister und Stadtpräsident, geboren in Pierwoschin.

## Verkehr
Zur Landgemeinde gehört der seit 2007 auch zivil genutzte Flughafen Gdynia-Kosakowo (ICAO: EPOK), der derzeit weder von Linien- noch Charterverkehr angeflogen wird.